# Будівля Банку Бразилії (Сан-Паулу)
Будівля Банку Бразилії (порт. Edifício do Banco do Brasil) — хмарочос у Сан-Паулу, розташований в історичному центрі міста. Це 12-та за висотою будівля міста і 14-та у Бразилії.